# Разъезд 98 (Кызылординская область)
Разъезд 98 (каз. рзд.98) — упразднённый разъезд в Казалинском районе Кызылординской области Казахстана. Входил в состав Басыкаринского сельского округа. Код КАТО — 434436700. Упразднено в 2018 г.

## Население
В 1999 году население разъезда составляло 13 человек (7 мужчин и 6 женщин). По данным переписи 2009 года, в разъезде проживало 18 человек (9 мужчин и 9 женщин).